# 164P/Christensen
La comète Christensen 2, officiellement 164P/Christensen, est une comète périodique du système solaire, découverte le 21 décembre 2004 par Eric J. Christensen.